# USS Kitty Hawk (CV-63)
El USS Kitty Hawk (CV/CVA-63) fue un portaaviones de la clase Kitty Hawk de la Armada de los Estados Unidos, líder de su clase y el segundo buque en ser nombrado en honor a Kitty Hawk, Carolina del Norte, el sitio de vuelo del primer aeroplano impulsado de los hermanos Wright. El Kitty Hawk fue el primer y último buque activo de su clase, y el último portaaviones en servicio de la Armada de Estados Unidos impulsado por gasoil.
Con el retiro del USS Independence el 30 de septiembre de 1998, el Kitty Hawk se convirtió el segundo buque más antiguo en activo de la Armada de los Estados Unidos —tras la fragata USS Constitution que todavía se mantiene en estado activo. Al comienzo de 2013, este estatus ha sido superado solo por otro buque, el USS Enterprise antes de su inactivación en 2012. Con ese título llegó la distinción de ser uno de los dos portaaviones en ser honrados con enarbolar el First Navy Jack.
Durante 10 años, el Kitty Hawk estuvo permanentemente destinado a la base naval de Yokosuka, en Yokosuka, Japón. En octubre de 2008 fue sustituido en esa función por el USS George Washington. El Kitty Hawk luego regresó a los Estados Unidos y tuvo su ceremonia de clausura el 31 de enero de 2009. Fue dado de baja oficialmente el 12 de mayo de 2009 después de casi 49 años de servicio activo. Fue reemplazado por el George H. W. Bush.

## Construcción
La construcción del Kitty Hawk fue aprobada el 1 de octubre de 1955. El contrato se adjudicó a la New York Shipbuilding Corporation en la orilla oriental del río Delaware en Camden, Nueva Jersey. La quilla fue puesta en grada el 27 de diciembre de 1956; y después de cerca de tres años y medio de construcción, fue botado el 21 de mayo de 1960, amadrinado por la Sra. Camilla F. McElroy, esposa del Secretario de Defensa Neil H. McElroy. Fue botado inundando su dique seco, la manera convencional de deslizamiento fue descartada a causa de la masa del buque y el riesgo de impacto con la costa de Filadelfia, al otro lado del río Delaware. Fue puesto oficialmente en servicio el 21 de abril de 1961 en el astillero Naval de Filadelfia, con el capitán William F. Bringle al mando.

## Retiro

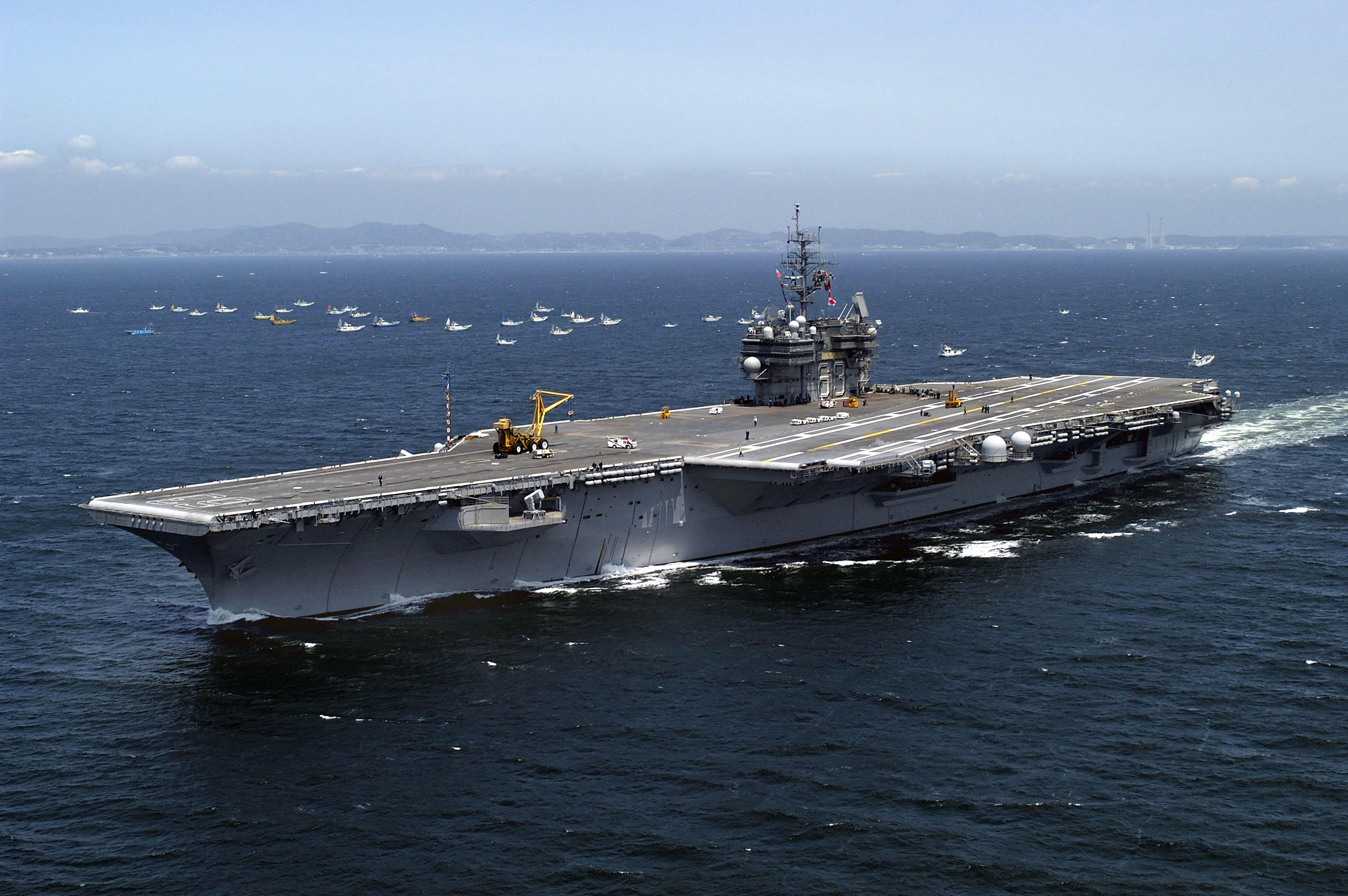
El USS Kitty Hawk navegando en el año 2005.

El 1 de diciembre de 2005, la Armada de Estados Unidos anunció que el George Washington reemplazaría al Kitty Hawk en 2008 como el portaaviones desplegado en Japón.
El Kitty Hawk dejó Yokosuka el 28 de mayo de 2008 para iniciar el proceso de retiro.  Sin embargo, el 22 de mayo un incendio dañó gravemente al George Washington, obligando al buque a dirigirse a San Diego para realizar reparaciones. El Kitty Hawk participó en el ejercicio RIMPAC cerca de Hawái en lugar del George Washington. El cambio de personal entre los dos portaaviones se pospuso y se llevó a cabo en agosto. Después del cambio de personal, el Kitty Hawk llegó a Bremerton, Washington en septiembre y fue retirado de manera informal el 31 de enero de 2009. Fue finalmente dado de baja el 12 de mayo de 2009.

## Planes
Un grupo con sede en Wilmington, Carolina del Norte está presionando para llevar el buque a la ciudad después de su retiro y tiempo obligatorio como flota de reserva, para que sirva como museo flotante junto al acorazado North Carolina. La armada mantendrá al Kitty Hawk en la reserva hasta 2015, cuando el Gerald R. Ford entre en servicio. Finalmente el 6 de octubre de 2021, el John F. Kennedy y el Kitty Hawk se vendieron por un centavo cada uno a International Shipbreaking Limited, una empresa especializada en desguaces de barcos.
El Kitty Hawk dejó del Astillero Naval de Puget Sound el 15 de enero de 2022, y fue remolcado a Brownsville, Texas para ser desguazado. Llegó el 31 de mayo de 2022.